# Aurecocrypta
Aurecocrypta là một chi nhện trong họ Barychelidae.

## Các loài
Het geslacht kent de volgende soorten:
- Aurecocrypta katersi Raven, 1994
- Aurecocrypta lugubris Raven, 1994